# Shek Pik
Shek Pik (石壁) - miejsce na południowym wybrzeżu wyspy Lantau, w Hongkongu, również nazwa położonej tu wsi. Wieś została przeniesiona po ustanowieniu rezerwatu Shek Pik. Poniżej terenu rezerwatu znajduje się więzienie Shek Pik. 
Do Shen Pik można dojechać drogą z Tai O oraz Mui Wo.

## Wioska
Klan Ma Tau Wai z Koulunu przysłał swych dwóch młodych zarządców na Lantau. Założyli oni wioskę Shek Pik, uciekając przed inwazją Mongołów na południowe Song.

## Płaskorzeźby naskalne
Petroglify z epoki neolitu zostały odkryte w 1939 roku przez Chen Kung-chieka. Opowiedzieli mu o nich miejscowi wieśniacy. Te dzieła sztuki naskalnej znajdują się nieco powyżej plaży na zachód od Tung Wan.
Inna ich grupa znajduje się po drugiej stronie doliny, skała została rozbita na dwie części uderzeniem pioruna, odsłaniając dostęp do miejsca ich wykonania - tak wynika z relacji miejscowej ludności, spisanej przez autorkę przewodnika po Hongkongu, Sally Rodwell.
Wedle tej samej relacji, trzecia grupa petroglifów mieści się nieco wyżej, na urwisku. Zostało to potwierdzone w 1962 roku.
Obecnie wszystkie trzy grupy petroglifów są uznane za pomniki narodowe Hongkongu.